# El Triunfo segunda sección
El Triunfo segunda sección es una localidad del municipio de Juárez ubicado en el noroeste del estado mexicano de Chiapas.

## Geografía
La localidad de El Triunfo segunda sección se sitúa en las coordenadas geográficas 17°34′54″N 93°16′00″O / 17.581667, -93.266667, a una elevación de 61 metros sobre el nivel del mar.

## Demografía
Según el Conteo de Población y Vivienda 2005, efectuado por el Instituto Nacional de Estadística y Geografía, El Triunfo segunda sección tenía 585 habitantes, en 2010 la población era de 656 habitantes, y para 2020 había 826 habitantes, de los cuales 402 son del sexo masculino y 424 del sexo femenino.
| Gráfica de evolución demográfica de El Triunfo 2.ª Sección entre 2005 y 2020 |
|                                                                              |
| INEGI.                                                                       |